# Plebiszit
Ein Plebiszit (von lateinisch plebiscitum ‚Volksbeschluss‘, von plebs (Genitiv plebis) ‚einfaches Volk‘ und scitum ‚Beschluss‘) ist eine Abstimmung des Stimmvolkes über eine Sachfrage. Plebiszit ist ein Oberbegriff, der alle Formen von Volksabstimmungen, Volksentscheiden, Referenden, Bürgerentscheiden, Volksbefragungen und vergleichbaren Instrumenten mehr umfasst, in denen sich das Stimmvolk zu einer Sachfrage unmittelbar durch Stimmabgabe äußert. Sofern ein Plebiszit in verbindlicher Form den Beschluss eines Gesetzes, einer Verfassung oder eines völkerrechtlichen Vertrags bewirkt, ist es Teil der Volksgesetzgebung einer Demokratie. Auch das Völkerrecht greift immer wieder auf das Mittel des Plebiszits zurück, zumeist durch Referenden über die territoriale Zugehörigkeit eines bestimmten Gebietes.
In repräsentativen Demokratien, in denen die demokratische Willensbildung vorrangig durch die Wahl von Vertretern geschieht, wird auch von sogenannten plebiszitären Elementen gesprochen. Damit sind in einem weiteren Sinne alle direktdemokratischen Vorgänge gemeint, bei denen Stimmbürger ihr formales Stimmrecht im Rahmen der Willensbildung einsetzen. Neben den eingangs genannten verschiedenen Formen der Abstimmung, werden beispielsweise auch das Unterschreiben einer Volksinitiative, eines (Antrags auf ein) Volksbegehren, eines Bürgerbegehrens oder eines Einwohnerantrags beziehungsweise Bürgerantrags zu den plebiszitären Elementen gezählt.
Grundsätzlich ist festzuhalten, dass nicht zuletzt aufgrund verschiedener Sprach- und Rechtstraditionen im deutschsprachigen Raum politische Begrifflichkeiten teilweise abweichend gebraucht werden. Neben der Verwendung als neutraler Sammelbegriff, gibt es für den Ausdruck Plebiszit vor allem in der Schweiz – aber teilweise auch in Deutschland – eine Lesart, die darunter ausschließlich die von Parlamenten oder Regierungen angesetzten Referenden versteht. In dieser Tradition wird Plebiszit als tendenziell negativ wertender Begriff genutzt, mit dem der autoritäre Missbrauch direktdemokratischer Abstimmungen angeprangert wird. Beispielhaft steht hierfür (historisch) der Bonapartismus oder (zeitgenössisch) die Reform des ungarischen Grundgesetzes von 2012, bei der direktdemokratische Initiativrechte der Stimmbürger eingeschränkt und zugleich das Referendumsrecht der Regierung ausgebaut wurde.

## Verschiedene Formen von Plebisziten
Plebiszite können anhand verschiedener Kriterien weiter unterteilt werden:
1. Verbindlichkeit: Ist das Ergebnis der Stimmabgabe verbindlich oder hat es nur eine beratende Funktion (Volksbefragung)?
2. Freiwilligkeit: Ist das Plebiszit durch einen Beschluss ausgelöst worden oder muss es aufgrund einer Rechtsvorschrift (obligatorisches Referendum) durchgeführt werden?
3. Urheberschaft: Wurde der Vorschlag über den im Plebiszit abgestimmt wird vom Stimmvolk (Volksentscheid oder Volksabstimmung) oder vom Parlament beziehungsweise der Regierung (Referendum) erarbeitet?
4. Gegenstand: Bezieht sich das Plebiszit auf die Verfassung, ein Gesetz oder ein Handeln der Regierung?
5. politische Ebene: Findet das Plebiszit in einer Gemeinde, einer gesetzgebenden Gebietskörperschaft oder auf überstaatlicher Ebene statt?

## Geschichte des Plebiszits
Das sprachliche und historische Vorbild für das moderne Plebiszit stammt aus der römischen Republik. Dort war ein Plebiszit (lat. plebis scitum, „Beschluss des nichtadligen Volkes“) ein Gesetz, das im concilium plebis auf Antrag eines Volkstribuns (rogatio) beschlossen wurde: „Plebiscitum est quod plebs plebeio magistratu interrogante, veluti tribuno, constituebat“. (Institutiones Gai 1,2,4). „Dementsprechend“, gab Gaius später wider, „erklärten die Patrizier, sie seien an Plebiszite nicht gebunden, da sie ohne ihre Zustimmung (sine auctoritate eorum) zustande gekommen seien“. Nachdem die Lex Hortensia (287 v. Chr.) sichergestellt hatte, dass Plebiszite Gesetzeskraft erführen und das gesamte römische Volk, also auch den Adel – binde, hatten sie die gleiche Kraft wie die leges und waren damit den im bisherigen Gesetzgebungsverfahrenen getroffenen Beschlüssen gleichgestellt.
Als die versammlungsgebenden Veranstaltungen der Comitia tributa auf die gleiche Stufe wie die Comitia centuriata gestellt worden waren, erweiterte sich der Begriffshof der lex auf die Plebiszite. Lex wurde zum allgemeinen Gesetzesbegriff, manchmal mit besonderen Bezeichnungen wie lex plebeivescitum, lex sive plebiscitum est versehen, um gegebenenfalls die plebiszitäre Herkunft zu verdeutlichen.
In seiner Aufzählung der römischen Rechtsquellen erwähnt Cicero keine Plebiszite mehr, die er somit unzweifelhaft unter die leges subsumiert. Viele Plebiszite werden dann als leges zitiert, so wie die Lex Falcidia und Lex Aquilia. Auf den Tafeln von Heraclea erscheinen die Worte lege plebivescito, um die gleiche Verordnung zu bezeichnen, und in der Lex Rubria steht die Phrase ex lege Rubria sive id plebiscitum est.

## Plebiszite im deutschsprachigen Raum

### Deutschland
In Deutschland übt gemäß Artikel 20 des Grundgesetzes (GG) das Volk die von ihm ausgehende Gewalt durch Wahlen und Abstimmungen aus. Im Gegensatz zu Wahlen fehlen jedoch für Abstimmungen weitgehend die zugehörigen Gesetze und Ausführungsbestimmungen. Derzeit schreibt das Grundgesetz nur für den Fall der Neugliederung des Bundesgebietes und für die Ablösung des Grundgesetzes durch eine neue Verfassung ausdrücklich Plebiszite vor. Weitere plebiszitäre Elemente auf Bundesebene sind nicht ausgeschlossen, allerdings fehlt hierfür bislang die (verfassungs-)rechtliche Ausformulierung.
Der Artikel 76, der das Gesetzgebungsverfahren beschreibt, kennt derzeit keine direkte Mitwirkung des Volkes. Im Zuge der Deutschen Wiedervereinigung wurde ein Vorgehen gewählt, das auf Plebiszite verzichtete. So wurde die Ergänzung der Bundesrepublik durch fünf neue Länder (gebildet aus den Bezirken der DDR) nicht als Neugliederung des Bundesgebiets angesehen. Ebenso verzichtete der Bundestag 1990 darauf, die Wiedervereinigung als Anlass zur Ablösung des Grundgesetzes durch eine neue Verfassung zu nehmen, welche in einer Volksabstimmung hätte beschlossen werden müssen. Alle im Bundestag unternommenen Vorstöße zum Ausbau plebiszitärer Elemente auf Bundesebene durch entsprechende Grundgesetzänderungen, scheiterten an der Sperrminorität der CDU.
Im Kontrast dazu gibt es in allen Bundesländer Deutschlands mehrere plebiszitäre Elemente, unter anderem
- die Volksinitiativen oder den Antrag auf ein Volksbegehren, mit dem das Stimmvolk eine Angelegenheit in das Parlament einbringen kann,
- das Volksbegehren (in Thüringen: Volksantrag), mit dem das Stimmvolk einen Volksentscheid erwirken kann,
- den Volksentscheid beziehungsweise (in Baden-Württemberg: Volksabstimmung), mit dem das Stimmvolk unmittelbar über eine Vorlage abstimmt,
- das obligatorische Verfassungsreferendum, das in einigen Bundesländern zwingend ein Plebiszit über (manche) Änderungen der Landesverfassung vorschreibt,
- das fakultative Referendum, mit dem in Hamburg das Stimmvolk über einen Beschluss der Bürgerschaft abstimmen kann.

Daneben gibt es in deutschen Gemeinden
- das Bürgerbegehren, mit dem Stimmbürger eine Angelegenheit zur Abstimmung bringen können,
- den Bürgerentscheid, mit dem das Stimmvolk direkt über eine Angelegenheit abstimmt, sowie
- den Einwohnerantrag (teils auch: Bürgerantrag), mit das Stimmvolk eine Angelegenheit in die gewählte Vertretung einbringen kann.

Die Nutzung und Bedeutsamkeit der plebiszitären Elemente unterscheidet sich allerdings sehr stark zwischen den Bundesländern. So fanden beispielsweise in Bayern mehr Bürgerbegehren und Bürgerentscheide statt, als im gesamten übrigen Bundesgebiet zusammengenommen. Im Saarland wiederum sind die Regelungen derart restriktiv, dass Plebiszite praktisch nicht zur Anwendung kommen können.

### Österreich
Die Republik Österreich verfügt seit einer Reihe von Reformen zu Beginn der 1970er Jahre über eine ganze Reihe von plebiszitären Elementen. Auch wenn diese eher selten genutzt werden, entfalteten sie einigen Einfluss auf die Politik des Staates.
Mit einer Volksabstimmung kann der Nationalrat der Bevölkerung eine Frage zur verbindlichen Entscheidung vorlegen, also ein fakultatives und dezisives Plebiszit abhalten. Dies wurde 1978 zur Abstimmung über das Kernkraftwerk Zwentendorf sowie 1994 über die Frage des Beitritt Österreichs zur Europäischen Union genutzt.
Mit dem Instrument der Volksbefragung kann dem Wahlvolk eine Frage zur Beratung, also in einem fakultativen und konsultativen Plebiszit vorgelegt werden. Diese Möglichkeit wurde bislang in Österreich erst ein Mal genutzt (siehe Volksbefragung zur Wehrpflicht in Österreich 2013).
Das österreichische Volksbegehren ist ein plebiszitäres Element, das es den Bürgern erlaubt, eine Frage zur Beratung und Abstimmung in den Nationalrat einzubringen.

### Schweiz
In der Schweiz ist die Bezeichnung Plebiszit im politischen Alltag unüblich. In politikwissenschaftlichen Diskussionen werden damit einerseits Volksabstimmungen gemeint, die noch keine allgemeine staatsrechtliche Grundlage haben, da sie in einer Ausnahmesituation stattfinden (beispielsweise zwischen 1974 und 1989 die sogenannten Juraplebiszite, die regionalen und kommunalen Abstimmungen in der Jurafrage). Andererseits wird damit ein populistischer Missbrauch der direkten Demokratie durch Referenden bezeichnet, mit denen das Parlament oder die Regierung das Stimmvolk für seine Agenda zu manipulieren versucht. Dies widerspricht ausdrücklich dem Selbstverständnis der Schweizerischen Demokratie und dementsprechend sind solche Referenden in der eidgenössischen Verfassung nicht vorgesehen.
Die Schweiz als halbdirekte Demokratie ist das Land mit den am stärksten ausgebauten direktdemokratischen politischen Rechten weltweit. Die wesentlichen plebiszitären Elemente sind:
- die Volksabstimmung über Volksinitiativen aus dem Stimmvolk,
- das fakultative Referendum, das vom Stimmvolk durch Unterschriftensammlung ergriffen werden kann, um über Parlamentsbeschlüsse nachträglich direktdemokratisch abzustimmen, und
- das obligatorische Referendum, welches für Verfassungsänderungen eine Abstimmung durch das Stimmvolk vorschreibt.

Auf der Ebene der Kantone und Gemeinden sind diese Elemente ebenso vorhanden, teils in etwas anderer Ausgestaltung. Hinzu tritt mancherorts
- das Finanzreferendum, mit welchem das Stimmvolk (obligatorisch und/oder fakultativ) über besonders hohe öffentliche Ausgaben direktdemokratisch entscheidet, oder
- die Volksmotion, mit der das Stimmvolk einen Vorschlag in die gewählte Vertretung einbringen kann.